# Steinhagen (Renania Settentrionale-Vestfalia)
Steinhagen è un comune di 20 405 abitanti del Renania Settentrionale-Vestfalia, in Germania.
Appartiene al circondario (Kreis) di Gütersloh (targa GT).

## Amministrazione

### Gemellaggi
- Fivizzano